# Velké Březno
Pour les articles homonymes, voir Březno.
Velké Březno (en allemand : Großpriesen) est une commune du district et de la région d'Ústí nad Labem, en Tchéquie. Sa population s'élevait à 2 322 habitants en 2021.

## Géographie
Velké Březno se trouve sur la rive droite de l'Elbe, à 7 km à l'est du centre d'Ústí nad Labem et à 69 km au nord-ouest de Prague.
La commune est limitée par l'Elbe et la commune de Povrly au nord, par Malé Březno à l'est, par Homole u Panny et Malečov au sud et par Ústí nad Labem à l'ouest et au nord-ouest.

## Administration
La commune est divisée en deux quartiers :
- Valtířov ;
- Velké Březno.

## Histoire
La première mention écrite du village date de 1167.

## Économie
C'est à Velké Březno que sont brassées les bières Breznak par la société Pivovar Breznak.
|  |

## Transports
Par la route, Velké Březno se trouve à 9 km d'Ústí nad Labem et à 84 km de Prague.